# Till I Met You
Till I Met You é uma telenovela filipina exibida pela ABS-CBN entre 29 de agosto de 2016 e 20 de janeiro de  2017, estrelada por James Reid, Nadine Lustre e JC Santos.

## Enredo
Iris (Nadine Lustre), Ali (JC Santos) e Basti (James Reid) encontram-se em um triângulo amoroso incomum. À medida que surgem conflitos são levados para a situação difícil se a lutar por seu amor ou salvar sua amizade.

## Elenco

### Elenco principal
- James Reid como Sebastian "Basti" Valderama
  - Kimi Hamzic como Sebastian "Basti" Valderama (jovem)
- Nadine Lustre como Iris Valderama
  - Oona Abellana como Iris Valderama (jovem)
- JC Santos como Alejandro "Ali" Nicolas
  - Andrez Del Rosario como Alejandro "Ali" Nicolas (jovem)

### Elenco de apoio
- Carmina Villarroel como Cassandra "Cass" Duico
- Pokwang como Agnes Nicolas
- Zoren Legaspi como Nestor Valderama
- Angel Aquino como Valerie "Val" Valderama

### Elenco estendida
- Kim Molina como Kelly
- Noel Trinidad como Soc Duico
- Robert Seña como Gen. Gregorio "Greggy" Nicolas
- Bugoy Cariño como Jomar
- Francis Lim como Paolo Duico
- Princess Merhan Eibisch como Zoe Duico
- William Lorenzo como Pilo
- Tess Antonio como Nanet
- Enzo Pineda como Stephen Camacho

### Elenco de convidados
- Prince Stefan como Nico
- Fred Lo como Timothy
- Loisa Andalio como Kara
- Paolo Paraiso como Romeo Montenegro

### Participações especiais
- Richard Yap como Oliver Duico
- Jay Manalo como Robert Ernesto Galang

## Trilha sonora
1. Till I Met You – Kyla
2. Friend Of Mine – Juris
3. Don't Know What To Do, Don't Know What To Say – Erik Santos
4. Give Me A Chance – Kaye Cal
5. To Love Again – Daryl Ong
6. Farewell – Aiza Seguerra
7. My Favorite Story – Odette Quesada
8. Till I Met You (Duet Version) – James Reid e Nadine Lustre

## Exibição
| País/Região      | Emissora | Data de estréia      | Data de final         | Título         |
| ---------------- | -------- | -------------------- | --------------------- | -------------- |
| Filipinas        | ABS-CBN  | 29 de agosto de 2016 | 20 de janeiro de 2017 | Till I Met You |
| Estados Unidos   | TFC      | agosto de 2016       | janeiro de 2017       | Till I Met You |
| Canadá           | TFC      | agosto de 2016       | janeiro de 2017       | Till I Met You |
| Japão            | TFC      | agosto de 2016       | janeiro de 2017       | Till I Met You |
| Taiwan           | TFC      | agosto de 2016       | janeiro de 2017       | Till I Met You |
| Hong Kong        | TFC      | agosto de 2016       | janeiro de 2017       | Till I Met You |
| Malásia          | TFC      | agosto de 2016       | janeiro de 2017       | Till I Met You |
| Indonésia        | TFC      | agosto de 2016       | janeiro de 2017       | Till I Met You |
| Singapura        | TFC      | agosto de 2016       | janeiro de 2017       | Till I Met You |
| Papua-Nova Guiné | TFC      | agosto de 2016       | janeiro de 2017       | Till I Met You |
| Austrália        | TFC      | agosto de 2016       | janeiro de 2017       | Till I Met You |
| Nova Zelândia    | TFC      | agosto de 2016       | janeiro de 2017       | Till I Met You |
| Europa           | TFC      | agosto de 2016       | janeiro de 2017       | Till I Met You |
| Médio Oriente    | TFC      | agosto de 2016       | janeiro de 2017       | Till I Met You |